# 북다르푸르주

북다르푸르주의 위치

북다르푸르주(아랍어: شمال دارفور)는 수단 다르푸르 북부에 있는 주(州)로, 주도는 알파시르이며 인구는 1,583,179명(2006년 기준), 면적은 296,420km2이다. 서쪽으로는 차드, 북서쪽으로는 리비아와 국경을 접한다.